# خرق بيانات مكتب إدارة شؤون الموظفين
خرق بيانات مكتب إدارة شؤون الموظفين هو هجوم سيبراني حدث عام 2015 واستهدف سجلات التصاريح الأمنية الحكومية الأمريكية التي يحتفظ بها مكتب الولايات المتحدة لإدارة شؤون الموظفين، وتسبب في اختراق بيانات الموظفين الحكوميين الأمريكيين. يُعد هذا الهجوم أحد أكبر عمليات اختراق البيانات الحكومية التي وقعت في تاريخ الولايات المتحدة الأمريكية. نُفّذ الهجوم على يد جهة تهديد مستمر متقدم مقرها الصين، ويُعتقد على نطاق واسع أنها إدارة أمن الدولة في جيانغسو، وهي شركة تابعة لوكالة التجسس التابعة لوزارة أمن الدولة الصينية.

## الاختراق
أعلن مكتب إدارة شؤون الموظفين بوالولايات المتحدة في يونيو (حزيران) 2015 تعرضه لاختراق بيانات استهدف سجلات الموظفين. وقد تأثر بالهجوم ما يقرب من 22.1 مليون سجلا، كان من بينها سجلات تتعلق بموظفي الحكومة، وأشخاص آخرين خضعوا مع أصدقائهم وعائلاتهم لفحوصات حكومية. يُعد هذا الاختراق واحدا من أكبر عمليات اختراق البيانات الحكومية في تاريخ الولايات المتحدة الأمريكية، حيث تضمنت المعلومات التي أخترقت معلومات تعريف شخصية مثل أرقام الضمان الاجتماعي، بالإضافة إلى الأسماء وتواريخ وأماكن الميلاد والعناوين. ويشار إلى الجهة التي نفذت الهجوم باعتبارها مجموعة من القراصنة الحاسوبيين الذين ترعاهم الحكومة الصينية ويعملون لصالح وزارة أمن الدولة الصينية. نُفذت عملية اختراق البيانات من خلال هجومين منفصلين، ولكنهما مرتبطان ببعضمها البعض. ومن غير المعروف على وجه الدقة متى وقع الهجوم الأول، ولكن الهجوم الثاني كان في 7 مايو (أيار) 2014، عندما انتحل أحد المهاجمين الإلكترونيين صفة موظف في شركة كيبوينت غافرنمنت سوليوشنز، وهي شركة مقاولات من الباطن. اكتُشف الهجوم الأول في 20 مارس (آذار) 2014، غير أن الهجوم الثاني لم يُكتشف حتى 15 أبريل (نيسان) 2015. قدم كل من كاثرين أرشوليتا، مديرة مكتب إدارة الموظفين، ودونا سيمور رئيسة قسم المعلومات استقالتيهما على خلفية الهجوم.

## الاكتشاف
اكتُشف الاختراق الأول، والذي أطلقت عليه وزارة الأمن الداخلي الأمريكية اسم "إكس 1"، في 20 مارس (آذار) 2014 عندما أبلغت جهة خارجية الوزارة بتسريب بيانات من شبكة مكتب إدارة الموظفين. أما الاختراق الثاني، والذي أطلق عليه اسم "إكس 2"، فقد أفادت صحيفة نيويورك تايمز بأن فريق الاستعداد لطوارئ الحاسوب بالولايات المتحدة الأمريكية هو من اكتشفه باستخدام برنامج أينشتاين للكشف عن عمليات اختراق البيانات، غير أن صحفا ومجلا أمريكية أخرى مثل وول ستريت جورنال، ووايرد، وآرس تكنيكا، وفورتشن أفادت لاحقًا بأنه لم يتضح بعد كيفية اكتشاف الاختراق، وذكرت أن الفضل في اكتشاف عملية الاختراق الثاني ربما يعود للعرض التقديمي لبرنامج سايفير، وهو منتج تجاري للتحليل الجنائي قدمته شركة سايفير للخدمات الأمنية في مدينة ماناساس بولاية فرجينيا. ناقشت شركة سايفير للخدمات الأمنية هذه التقارير لاحقًا في بيان صحفي أصدرته في 15 يونيو (حزيران) 2015 لتوضيح التناقضات التي أوردها سام شوماش المتحدث باسم مكتب إدارة شؤون الموظفين، في تعديل لاحق لمقال مجلة فورتشن. وأشارت في البيان إلى أن شركة سايفير للخدمات الأمنية لم تكن هي من كشفت عن الاختراق؛ بل اكتشفه موظفو مكتب إدارة شؤون الموظفين باستخدام برنامج من إنتاج شركة سايلنس. وفي النهاية، لم يكشف تقرير الأغلبية النهائي لموظفي مجلس النواب بشأن اختراق مكتب إدارة شؤون الموظفين عن أي دليل يشير إلى علم شركة سايتك للخدمات بتورط برنامج سايلنس أو علمها المسبق بوجود اختراق وقت عرض منتجها، مما أدى إلى استنتاج أن كلتا الأداتين قد اكتشفتا بشكل مستقل الكود الخبيث الذي يعمل على شبكة مكتب إدارة شؤون الموظفين.

## البيانات المخترقة

### معلومات التصاريح الأمنية
أدى اختراق البيانات إلى اختراق النموذج القياسي شديد الحساسية الخاص بالاستبيان لمناصب الأمن القومي، والمكون من 127 صفحة. يحتوي هذا النموذج على معلومات عن أفراد العائلة، وزملاء السكن الجامعي، وجهات الاتصال الأجنبية، والمعلومات النفسية. في البداية، صرح مكتب إدارة شؤون الموظفين بأن أسماء أفراد العائلة لم تُخترق، ولكنه أكد لاحقًا أن المحققين لديهم ثقة كبيرة في أن أنظمة مكتب إدارة شؤون الموظفين التي تحتوي على معلومات تتعلق بالتحقيقات في خلفيات موظفي الحكومة الفيدرالية الحاليين والسابقين والمحتملين، بمن فيهم أفراد الجيش الأمريكي، والذين أُجريت بشأنهم تحقيقات فيدرالية في خلفياتهم، ربما تكون قد سُربت." على الرغم من ذلك، فإن وكالة الاستخبارات الأمريكية المركزية لا تستخدم نظام مكتب إدارة شؤون الموظفين؛ وهو ما يرجح كونها ربما لم تتأثر بعملية اختراق البيانات.

### البيانات الشخصية
كتب ج. ديفيد كوكس، رئيس الاتحاد الأمريكي لموظفي الحكومة، في رسالة له وجهها إلى مديرة مكتب إدارة الموظفين، كاثرين أرشوليتا، أنه بناءًا على المعلومات غير الكاملة التي تلقتها الجمعية من المكتب، فإن الاتحاد يعتقد أن ملف بيانات الموظفين المركزي كان قاعدة البيانات المستهدفة، وأن المتسللين قد باتوا يسيطرون الآن على جميع بيانات الموظفين لكل موظف فيدرالي، وكل متقاعد فيدرالي، وما يصل إلى مليون موظف فيدرالي سابق. وأوضح كوكس أيضًا أن الجمعية تعتقد أن الاختراق قد طال السجلات العسكرية، ومعلومات حالة المحاربين القدامى، والعناوين، وتواريخ الميلاد، وسجلات الوظائف والأجور، ومعلومات التأمين الصحي وتأمين الحياة، ومعلومات المعاش التقاعدي، وبيانات العمر والجنس والعرق الخاصة بهم.

### بصمات الأصابع
شملت البيانات التي تم اختراقها وتسريبها من مكتب إدارة شؤون الموظفي 5.6 مليون مجموعة من بصمات الأصابع. وقد صرح خبير القياسات الحيوية، راميش كيسانوبالي، بأنه بسبب اختراق هذه البيانات لم يعُد العملاء السريون آمنين، إذ يُمكن التعرف عليهم من خلال بصمات أصابعهم، حتى لو تم تغيير أسمائهم.

## منفذو الهجوم
أجمع غالبية المسؤولون الأمريكيون على أن الجهة التي نفذت الهجوم الإلكتروني الذي استهدف بيانات مكتب إدارة شؤون الموظفين هي مجموعة من المهاجمين الإلكترونيين الذين يعملون لصالح الحكومة الصينية، والمنتمين تحديدًا لإدارة أمن ولاية جيانغسو، إذ أن الهجوم بدأ من الصين، وقد سبق لمجموعات القرصنة الناطقة بالصينية، والتي تستهدف النشطاء السياسيين في التبت وفي هونغ كونغ، استخدام أداة الاختراق بلاج إكس، كما يُعد استخدام أسماء الأبطال الخارقين سمةً مميزة لمجموعات القرصنة المرتبطة بالصين.
أشار تقرير لجنة الرقابة والإصلاح الحكومي في مجلس النواب الأمريكي بشأن الاختراق بقوة إلى أن المهاجمين كانوا جهات فاعلة تابعة للحكومة الصينية، نظرًا لاستخدامهم برنامجًا خبيثًا شديد التخصص ومتطورًا للغاية. وشهد مسؤول وزارة الأمن الداخلي الأمريكية، آندي أوزمنت، بأن المهاجمين قد حصلوا على بيانات اعتماد مستخدم صالحة للأنظمة التي كانوا يهاجمونها، على الأرجح من خلال الهندسة الاجتماعية. تضمن الاختراق أيضًا حزمة برمجيات خبيثة ثبّتت نفسها داخل شبكة مكتب إدارة الموظفين، وأنشأت لنفسها بابًا خلفيًا استطاع المهاجمون من خلاله تعزيز امتيازاتهم للوصول إلى مجموعة واسعة من أنظمة مكتب إدارة شؤون الموظفين. في مقال نُشر قبل تقرير الرقابة في مجلس النواب، أفادت صحيفة آرس تكنيكا بوجود ممارسات أمنية سيئة لدى متعاقدي مكتب إدارة شؤون الموظفين، حيث تبين أن موظفًا واحدًا على الأقل يتمتع بصلاحيات الوصول الجذري إلى كل صف في كل قاعدة بيانات كان موجودًا فعليًا في الصين، وأن متعاقدًا آخر لديه موظفان يحملان جوازات سفر صينية. ومع هذا، فقد أشير إلى هذه الممارسات باعتبارها ممارسات أمنية ضارة، ولكنها ليست المصدر الحقيقي للتسريب.
نفت حكومة الصين مسؤوليتها عن الهجوم. وفي عام 2017، ألقي القبض على المواطن الصيني يو بينغان بتهمة توفير برمجية ساكولا الخبيثة التي استخدمت في اختراق بيانات مكتب إدارة شؤون الموظفين وعمليات اختراق إلكترونية أخرى. اعتقل مكتب التحقيقات الفيدرالي الأمريكي يو في مطار لوس أنجلوس الدولي خلال سفره إلى الولايات المتحدة hgHlvd;dm لحضور مؤتمر.
أمضى يو 18 شهرًا في مركز الاحتجاز الفيدرالي في مدينة سان دييغو، وأقرّ خلال احتجازه بضلوعه في جريمة التآمر لارتكاب اختراق حاسوبي، ثم رُحّل إلى الصين، ثُم حُكم عليه بالمدة التي قضاها في فبراير (شباط) 2019، وسُمح له بالعودة إلى الصين؛ وبحلول نهاية ذلك العام، كان يو يعمل مدرسًا في مدرسة شنغهاي التجارية الحكومية في وسط مدينة شنغهاي. حُكم على يو بعد ذلك بدفع 1.1 مليون دولار أمريكي كتعويض للشركات التي استهدفتها البرمجية الخبيثة التي صممها، على الرغم من أن احتمالية استطاعته للسداد الفعلي كانت ضئيلة. كان يو واحدًا من عدد قليل جدًا من المتسللين الصينيين الذين اعتقلوا وأدينوا في الولايات المتحدة الأمريكية؛ فمعظم المتسللين لا يُقبض عليهم أبدًا.

### الدافع
لا يزال من غير الواضح ما إذا كان الدافع وراء الهجوم السيبراني الذي تعرض له مكتب إدارة شؤوون الموظفين هو تحقيق مكاسب تجارية. ومع هذا فقد أشارت بعض التقارير المتداولة إلى أن المتسللين الذين يعملون لصالح الجيش الصيني يعتزمون تجميع قاعدة بيانات للأمريكيين باستخدام البيانات التي تم حصلوا عليها من الاختراق.

## التحقيقات
أورد المفتش العام باتريك ماكفارلاند في المذكرة التي أصدرها في 22 يوليو (تموز) 2015، أن دونا سيمور، كبيرة مسؤولي المعلومات في مكتب إدارة شؤون الموظفين، كانت تُماطل وتبطئ في إجراء تحقيق حول عملية الاختراق، مما دفعه إلى التساؤل عما إذا كانت تتصرف بحسن نية أم لا. لم يُوجه المفتش العام إلى مسؤولة مكتب إدارة شؤون الموظفين أي اتهامات مباشرة بسوء السلوك، ولكنه ذكر إن مكتبها كان يُعزز جوًا من عدم الثقة من خلال تزويده بمعلومات غير صحيحة أو مضللة. وفي يوم الاثنين 22 فبراير (شباط) 2016، استقالت دونا سيمور مديرة قسم تقنية المعلومات بمكتب إدارة شؤون الموظفين، قبل يومين فقط من موعد إدلائها بشهادتها أمام لجنة مجلس النواب الأمريكي التي تولت إجراء التحقيقات في خرق البيانات.
وفي عام 2018، أفادت التقارير أن مكتب إدارة شؤون الموظفين كان لا يزال عُرضةً لسرقة البيانات، حيث لم تُعالج 29 توصية من أصل 80 توصية صادرة عن مكتب المحاسبة الحكومية. وأفادت التقارير على وجه الخصوص أن مكتب إدارة شؤون الموظفين لا يزال يستخدم كلمات مرور وبيانات اعتماد كانت قد سُرقت بالفعل خلال عملية الاختراق. كما أن مكتب إدارة شؤون الموظفين لم يُوقف ممارسة مشاركة الحسابات الإدارية بين المستخدمين، على الرغم من وجود توصيات بمنع مشاركتها منذ عام 2003.

## التحذيرات
تلقّى مكتب إدارة شؤون الموظفين تحذيراتٍ عديدةً بشأن وجود ثغراتٍ أمنيةٍ وأوجه قصور في نظام بياناته. وفي مارس (آذار) 2015، حذّر تقريرٌ نصف سنويّ قدّمه مكتب المفتش العام إلى الكونغرس الأمريكي من وجود أوجه قصورٍ مُستمرّة في برنامج أمن أنظمة المعلومات الخاصّ بمكتب إدارة شؤون الموظفين، من بينها حزم تصاريح أمنية غير مكتملة، ونقاط ضعفٍ في اختبار ضوابط أمن المعلومات، وخطط عملٍ غير دقيقة المعالم.
ونقلت صحيفة نيويورك تايمز في يوليو (تموز) 2014 تصريحات جاءت على لسان مسؤولين أمريكيين كبار لم تُسمّهم أفادت بإنّ قراصنةً صينيين قد اخترقوا بيانات مكتب إدارة شؤون الموظفين. وقال المسؤولون إنّ القراصنة، على ما يبدو، كانوا يستهدفون ملفاتٍ تخصُّ عمالاً تقدّموا بطلباتٍ للحصول على تصاريح أمنية، وتمكّنوا من الوصول إلى العديد من قواعد البيانات، ولكنهم أوقفوا ومنعوا من استكمال عملية الاختراق قبل حصولهم على معلومات التصاريح الأمنية. وفي مقابلةٍ أُجريت في وقتٍ لاحقٍ من ذلك الشهر، ذكرت كاثرين أرشوليتا، مديرة مكتب إدارة شؤون الموظفين، إنّ الأهمّ هو عدم تعريض أيّ معلوماتٍ تعريفيةٍ شخصيةٍ للخطر.

وفي أعقاب هذه التصريحات، دعا بعض المشرعين إلى استقالة كاثرين أرشوليتا، مديرة مكتب إدارة شؤون الموظفين، من منصبها مشيرين إلى سوء إدارتها، وأنها مُعيّنة سياسيًا ومسؤولة سابقة في حملة الرئيس السابق باراك أوباما الانتخابية، دون حصولها على أي شهادة جامعية أو خبرة في الموارد البشرية. وأفادت كاثرين أرشوليتا ردا على هذه المطالبات بأنها لا هي ولا دونا سيمور، كبيرة مسؤولي المعلومات في مكتب إدارة شؤون الموظفين، تنويان الاستقالة. وذكرت للصحفيين أنها لا تزال ملتزمة بعملها في مكتب إدارة شؤون الموظفين. وأن لديها ثقة كبيرة في فريق العمل بالمكتب. وفي 10 يوليو (تموز) 2015، استقالت كاترين أرتشوليتا من منصبها كمديرة لمكتب إدارة شؤون الموظفين. كان دانيال هيننجر، نائب مدير صفحة التحرير في صحيفة وول ستريت جورنال، في حديث له أجراه في وقت سابق للاستقالة حول تقرير افتتاحية الصحيفة على قناة فوكس نيوز، قد انتقد تعيين كاترين أرشوليتا كمسؤولةً عن إحدى أكثر الوكالات حساسية في الحكومة الأمريكية الأمريكية، قائلاً: 
ما هي خبرتها لإدارة شيء كهذا؟ لقد كانت المديرة السياسية الوطنية لحملة إعادة انتخاب باراك أوباما عام ٢٠١٢. وهي أيضًا رئيسة ما يُسمى بالمبادرة اللاتينية. إنها سياسية، أليس كذلك؟ ... هذا فقط هو مستوى خبرة الشخص الذي عينوه.
صرح بعض خبراء الأمن أن المشكلة الأكبر في عملية اختراق بيانات مكتب إدارة شؤون الموظفين لم تكمن في الفشل في منع عمليات الاختراق عن بُعد، بل في غياب آليات الكشف عن محاولات الاختراق الخارجية وعدم التشفير السليم للبيانات الحساسة. ردت دونا سيمور، كبيرة مسؤولي المعلومات في مكتب إدارة شؤون الموظفين، على هذا الانتقاد مشيرةً إلى أن أنظمة الوكالة القديمة هي العقبة الرئيسية أمام تطبيق هذه الحماية، على الرغم من توفر أدوات التشفير. أوضح مساعد وزير الأمن الداخلي للأمن السيبراني والاتصالات، آندي أوزمنت، أنه إذا كان لدى أحد الخصوم بيانات اعتماد أحد المستخدمين على الشبكة، فيمكنه الوصول إلى البيانات حتى لو كانت مشفرة، تمامًا كما هو الحال مع مستخدمي الشبكة، وهذا ما حدث في هذه الحالة. لذا، فإن التشفير في هذه الحالة لم يكن ليحمي هذه البيانات.

## ردود الفعل
وصف مدير مكتب التحقيقات الفيدرالي الأمريكي جيمس كومي تأمين بيانات مكتب إدارة شؤون الموظفين بكونها قضية بالغة الأهمية من منظور الأمن القومي ومكافحة التجسس. فهي بمثابة كنزٌ دفين من المعلومات عن كل من عمل أو حاول العمل أو يعمل لصالح حكومة الولايات المتحدة الأمريكية. وفي حديثه خلال منتدى أقيم في العاصمة الأمريكية واشنطن، صرح مدير الاستخبارات الوطنية الأمريكية جيمس ر. كلابر، أنه يجب الإشادة بالصينيين على ما فعلوه. إذ لو أتيحت الفرصة للحكومة الأمريكية لفعل نفس الشيء لم يكونوا ليترددوا للحظة بحسب اعتقاده.